# かつ江
かつ江（かつえ、1988年9月1日 - ）は、新宿二丁目系シンガーソングライター。

## 来歴
愛知県名古屋に育つ。
姉が合唱コンクールで伴奏者をしたのを観て、自分も弾きたいと思い、姉がいない間に姉の部屋にあったアップライトピアノを隠れて弾いていたのが音楽を始めたきっかけになった。
その後もレッスンなどに通うことはせず我流でピアノを習得していく。クラシック音楽には全く興味が持てず、かといってポップ・ミュージックの楽譜を買うのも嫌だった為、様々な曲を片っ端から耳コピで弾いていた。その過程でコードなども自然と身についた。
中学3年生ぐらいから曲を作り始める。思春期は、当時音楽を聴く方法として主流であった「TSUTAYAレンタル」で様々なジャンルの音楽を浴びるように聴いていた。
学園祭で自作曲を演奏することになり、タブ譜も含めたバンドスコア全部を書いたものが「国道58号線」という曲だったが、2023年4月現在、各種配信サービスで聴くことは出来ない。歌詞は、当時ノンケを装っていた為「女の子を連れて、車で海に行く」という内容だった。因みに題名の「国道58号線」というのはインスピレーションを受けた沖縄の海沿いの道の名前。
また、「59号線」というタイトルの曲を何年か後、上京する際に書いている。
大学ではジャズ研と軽音の2つのサークルに入る。
古いR&B奏者やGRAPEVINEなどを聴くうちに音色が気になり、何の音なのか探す中で「Wurlitzer」というエレクトロニック・ピアノに出会い、作曲で使い始める。
25歳以前は全く違う名前のバンドで活動していたが、当時お世話になっていたライブハウスのオーガナイザーに自身のSoundCloudを発見されてしまい、「今度は『かつ江』としてライブに出演してほしい」と依頼されたことを契機とし、「かつ江」の活動が本格的に始まった。

## 人物
好きな食べ物は汚い中華屋の炒飯、ラーメン各種、味仙、びっくりドンキー、セブンイレブンのワッフル、紅茶。因みにTwitter界隈では食事内容の画像を上げる際、自作他作問わず情緒的な歌詞を添え、無骨で野蛮な食事画像と歌詞の繊細な心情のギャップを味わうという風習があり、かつ江もそれに倣っている。
落ち込んだ時にaikoを聴くとすれば「ずっと」を聴く。2018年に友人であるKEITA AND THE MASUOとの対談で「よくaikoっぽいと言われる」と発言しているが、普段からaikoをよく聴くというわけではないとも語っている。
好きな音楽はブラックミュージック、黎明期のR&B、60年代から70年代のソウルミュージック、ジャズ・スタンダード。邦楽ではGRAPEVINE、スピッツ、大森靖子、CHAI 、宇多田ヒカルなどを聴くことが多い。
曲を作る過程で一番最初に出来るのはタイトル。その次に歌詞が出来上がり、その後メロディーという順番を辿る曲が多い。プロナウンはhe/him。

## ディスコグラフィ

### イケメン国（2015年）
当時1ヶ月に必ず1曲を製作しSound Cloudにアップするという試みをしてい、何曲かまとまったところで曲順等を設定しアルバムとしていた。その中の一つ。2023年4月11日現在、Sound Cloudのみで視聴可能。
| 1 | 人気ユーザーになったら |
| 2 | 赤いガウン             |
| 3 | 相方アリ               |
| 4 | 芦花公園               |
| 5 | 君がセフレになる前に   |
| 6 | アカウントを消す時     |
| 7 | 私が元カレになってから |
| 8 | アンロック             |

### 世界は美しい（2016年）
当時1ヶ月に必ず1曲を製作しSound Cloudにアップするという試みをしてい、何曲かまとまったところで曲順等を設定しアルバムとしていた。その中の一つ。前作のアルバムタイトルを題名にした曲を収録している。2023年4月11日現在、Sound Cloudのみで視聴可能。
| 1 | 東中野                   |
| 2 | テレビ塔の下で           |
| 3 | タチになりたい           |
| 4 | YUKIになれなかった君へ   |
| 5 | 君にはノンケでいてほしい |
| 6 | イケメン国               |
| 7 | 別れ話                   |

### 夜を歩く（2017年）
初のライブアルバム。前作のアルバムタイトルを題名にした曲を収録している。アートワークは友人のしゅんくんによるもの。
| 1 | 東中野               |
| 2 | ラガーマン2          |
| 3 | 君に彼氏ができたんだ |
| 4 | 世界は美しい         |
| 5 | 私が元彼になってから |
| 6 | ゴールドジムへ       |
| 7 | 別れ話               |

### SHINJYUKU NOSTALGIC（2018年3月1日）
1st Single。

### 新しい男の子（2018年）
アートワークは名古屋時代からの友人であるHIROYUKI NAKAMURAによるもの。本人はフルアルバムのつもりでいたが、周囲からはミニアルバムだと言われていた。
「ゲイに目覚めてからゲイとしての自分を受け入れていく物語」をコンセプトとし、新時代の、デビューしたての、新顔の、といった意味を込め「新たしい男の子」という題名に決まった。
2曲目の「僕のような人」は銀杏BOYZの「東京」という曲のオマージュ。音への拘りが強い為に人に依頼することが少ないかつ江だが、この曲のギターは友人に依頼した。デジタルミニアルバムが存在しているらしい。
| 1 | ノンケじゃなくなった日 |
| 2 | 僕のような人           |
| 3 | 虹                     |
| 4 | 水脈                   |
| 5 | 普通の男の子           |
| 6 | ブロードウェイ         |

### 二人で朝までビヨンセを（2018年5月17日MV配信）
1st Single「TOKYO FANTASTIC」の収録曲である「二人で朝までビヨンセを」のMVをYouTubeにて配信する。

### ブロードウェイ（2019年1月7日MV配信）
4th Album「新しい男の子」の収録曲である「ブロードウェイ」のMVをYouTubeにて配信する。

### 首都高 (feat. トシキ)（2020年3月22日）
2nd Single。

### Money make a woman woman (feat.KEITA AND THE MASUO)（2020年4月25日）
3rd Single。

### 裏垢 （feat. JYAGA）（2020年5月30日）
4th Single。

### どこでもない街（2020年）
Apple MusicのJ-POPトップアルバム部門（オーストラリア、2020年8月集計）にて第9位になったことがあるが、本人は3年後の2023年3月まで気付かなかった。アートワークは日下田によるもの。タイトルは絵本が元になっている。
| 1  | ゆめでみた街                                         |
| 2  | 仲通り                                               |
| 3  | 首都高 (feat. トシキ)                                |
| 4  | Money make a woman woman (feat. KEITA AND THE MASUO) |
| 5  | 女装になったのに                                     |
| 6  | 西新宿                                               |
| 7  | どこでもない街                                       |
| 8  | 芦花公園                                             |
| 9  | 裏垢（feat. JYAGA）                                  |
| 10 | SHINJYUKU NOSTALGIC                                  |
| 11 | ミッドナイトクルージング                             |
| 12 | どこかにある街                                       |

### おもいでの街（2022年）
製作にあたる動機やコンセプト等はかつ江執筆のnoteを参照。アートワークは前作と同じ日下田によるもの。写真は友人のまさ。
| 1 | 想い出の街       |
| 2 | 夜を歩く         |
| 3 | 透明な男の子     |
| 4 | 想い出になろう！ |
| 5 | 素晴らしい人生   |
| 6 | 夜を取り戻せ！   |
| 7 | #ラブソング      |
| 8 | 彼者誰           |
| 9 | 別れ話           |

## ライブ履歴
かつ江Twitterで確認出来た情報のみ。
| 日時                 | イベント名                                           | 場所                               | 補足事項 |
| -------------------- | ---------------------------------------------------- | ---------------------------------- | --- |
| 2016年1月24日        |                                                      | 栄RAD                              | |
| 2016年2月23日        |                                                      | 栄のライブハウス                   | 「かつーんa.k.aともだちはいらない」名義で出演。 |
| 2016年6月17日        | WHAT'S HAPPY!?                                       | 鶴舞DAYTRIP                        | 「かつーん」名義で出演。 |
| 2016年6月17日        |                                                      |                                    | |
| 2016年9月4日         | シンサカエオータム                                   | 新栄DAYTRIVE/TRIM                  | 「かつーん」名義で出演。 |
| 2016年10月1日        |                                                      | 鶴舞DAYTRIP                        | 「かつーん」名義で出演。 |
| 2016年10月17日       |                                                      | 鶴舞DAYTRIP                        | 「かつーん」名義で出演。 |
| 2016年12月1日        |                                                      |                                    | ノンケと組んだマジメなバンドで出演。「ゴーグルマン」という一曲のみかつ江が製作したもの。 |
| 2016年12月18日       | シンサカエウィンターボウネンカイ編                   | 新栄DAYTRIVE/TRIM                  | 「かつーん」名義で出演。 |
| 2017年1月8日         | シンサカエウィンターシンネンカイ編                   | 新栄DAYTRIVE/TRIM                  | 「かつーん」名義で出演。 |
| 2017年1月16日        | Believe in Music Power                               | 今池3STAR                          | 「かつーん」名義で出演。 |
| 2017年3月5日         | シンサカエソツギョウシキ                             | 新栄DAYTRIVE/TRIM                  | 「かつーん」名義で出演。 |
| 2017年4月1日         | シンサカエノドジマン                                 | 新栄DAYTRIVE/TRIM                  | |
| 2017年8月4日         |                                                      |                                    | |
| 2017年6月4日         | シンサカエスプリング2017                             | 新栄DAYTRIVE/TRIM                  | 「かつーん」「ともだちはいらない」の両名義で出演。 |
| 2017年6月6日         | グレゴリオナイト vol.2                               | AMERIKAMURA CLAPPER                | 「ともだちはいらない」で出演。初の大阪ライブ。 |
| 2017年12月22日       |                                                      | 新宿JAMスタジオ                    | 初の東京ライブ。 |
| 2017年12月24日       |                                                      | 新宿ROOTS                          | |
| 2018年3月7日         | レインボーわっしょい！vol.2                          | 新宿ROOTS                          | |
| 2018年3月14日        | RAINBOW ARTIST! VOL.1                                | 下北沢ボイスファクトリー           | |
| 2018年4月11日        |                                                      | 下北沢ボイスファクトリー           | |
| 2018年4月29日        | みんなで楽しく歌ったり劇を見たりしたりしましょうの会 | コミュニティステーション東小金井   | |
| 2018年5月1日         | 詩合                                                 | おんがくのじかん                   | |
| 2018年5月2日         | 展覧会詩合                                           | おんがくのじかん                   | |
| 2018年5月3日         | RAINBOW POP VOL.4                                    | 新宿ROOTS                          | |
| 2018年5月9日         | RAINBOW ARTIST! VOL.3                                | VOICE FACTORY                      | |
| 2018年6月4日         | 間違っているのは僕ではなく世界                       | 六本木虎寅虎                       | |
| 2018年6月13日        | RAINBOW ARTIST! VOL.4                                | 下北沢ボイスファクトリー           | |
| 2018年7月8日         |                                                      |                                    | |
| 2018年8月5日         | RAINBOW ARTIST! VOL.6                                | AKIBA COLORS (AKIHABARA SIXTEEN Z) | |
| 2018年9月29日        | sottcz                                               |                                    | |
| 2018年10月11日       |                                                      |                                    | |
| 2018年11月24日       | おにぎり男子パーティー/2個目                         | EXPLOSION                          | |
| 2018年12月2日        | RAINBOW ARTIST! VOL.10                               | AKIBA COLORS                       | |
| 2018年12月22日       | America no party                                     | 六本木虎寅虎                       | |
| 2018年12月23日       | sottcz                                               | 音楽酒場ブギ                       | |
| 2018年12月29日or30日 | DAYTRIVE大忘年会2018                                 | 新栄DAYTRIVE/TRIM                  | |
| 2019年1月20日        | SHINICHI NIGHT 2019                                  |                                    | |
| 2019年4月20日        | 投げ銭ライブ                                         | 高円寺とらんぽりん                 | |
| 2019年5月11日        | ORENO OGORI                                          | 王子飛鳥山公園舞台                 | |
| 2019年5月12日        | 都の聖母                                             | KisiBar                            | 大学の同級生とバー営業で出演。 |
| 2019年5月22日        | placid                                               | ヒソミネ                           | |
| 2019年7月6日         | 岡山！waltzのプレイベント「真夜中のワルツ」          | 岡山DESPERAD                       | 初の岡山ライブ。 |
| 2019年6月14日        | 投げ銭ライブ                                         | Grun                               | |
| 2019年9月15日        | ごった煮フェス                                       | 東新宿PetitMOA                     | |
| 2019年10月5日        |                                                      | 新宿FNV                            | |
| 2019年10月12日       | sottcz                                               | 札幌XENON                          | 初の札幌ライブ。 |
| 2019年10月19日       |                                                      | 東京堀ノ内time tokyo               | |
| 2019年12月8日        | マイワールド#2019                                    | 阿佐ヶ谷MANHOLR Next               | |
| 2020年4月26日        | Internal Meeting Compilation                         | 鶴舞DAYTRIP                        | ライブハウスへ、かつ江からのメッセージがある。 |
| 2020年5月16日        | tank! LIVE web                                       | オンライン                         | |
| 2020年11月28日       | sottcz                                               | 新宿LIVE FREAK                     | |
| 2021年7月3日         |                                                      | 調布Cross                          | |
| 2022年5月3日         | Internal Meeting Festival                            |                                    | |
| 2022年5月28日        | all the same                                         | ピアノバー クラブアドリアーナ      | |
| 2022年4月23日        | 向こう三軒両隣                                       | 新宿SOMEDAY                        | |
| 2022年11月23日       | アイワールド#2022                                    | 高円寺ShowBoat                     | サトナカ、百の3人で構成される「かつ江的深夜音楽時間」というバンドのお披露目ライブにもなる。 |
| 2023年3月26日        | THEMUSICCIRCLE                                       | 新宿LIVE FREAK                     | かつ江名義ではなく、KEITA AND THE MASUOの出番に友情出演。Money make a woman woman のKOBE Ver.を初披露した。 |
| 2023年4月8日         | かつ江的深夜音楽時間 ライヴ・イン・トーキョー        | 新宿SOMEDAY                        | かつ江的深夜音楽時間での初のワンマンライブ。 |
| 2023年5月27日        | one x out _06 Rainbow Session Live                   | bar x piano onetone                | かつ江名義で出演。 |
| 2023年6月3日         | In A [A-Z] + Tone                                    | 元町always                         | かつ江的深夜音楽時間での初の関西遠征ライブになるはずだったが、大型台風「MAWAR」の影響でかつ江が神戸入り出来ず、急遽、ゲスト出演のみの予定であった友人のKEITA AND THE MASUOをボーカルに据え、サトナカ(Dr)、百(Ba)、キハラ(Key)の４人構成で演奏した。 |

## 歌詞に登場する場所

### 愛知県
- テレビ塔の下
- 名駅通り
- 柳橋

### 大阪府
- 北欧館

### 中野
- ブロードウェイ
- 東中野

### 新宿
- 仲通り
- 新宿東の方外れ近辺
- プロムナード

### その他
- 坂上（同じ呼び名の地名が多数あり特定不可）
- ココイチ
- 中央線ホーム、及び車内
- 総武線ホーム、及び車内
- 首都高速道路上のどこか

　かつ江は「東京」という地名を、「日本に現在する都市の一つ」というよりも「何者からも抑圧されず自由に愛し愛される世界」や「純潔さを荒廃させた故に磨く以外の選択肢をなくし輝き出した本質」という概念で扱うことがあり、歌詞内で漢字ひらがなカタカナに拘わらずよく使用しているが、地名に限っているわけではない。

## その他の活動
- 「かつ江のTOO SHY SHY BOY」というポッドキャストを配信している。また、同名のツイッターアカウントにてお便り等を募集している。
- 「ゲイと東京」という創作集を管理している。tumblrにて閲読が可能。
- グッドバイモカやTOKYO TOWN SHALALAでのバンド活動、及び音楽ミニコミ誌「boi」の編集長である友人池田びわと共に「すこやかラジオ」という配信をYouTubeで発信中。しかし両者とも多忙を極めている為か、第2回以降の更新がなく多くのファンに嘆かれている。
- noteにて自身の日常や音楽について等の執筆をしている。